# Pirófito

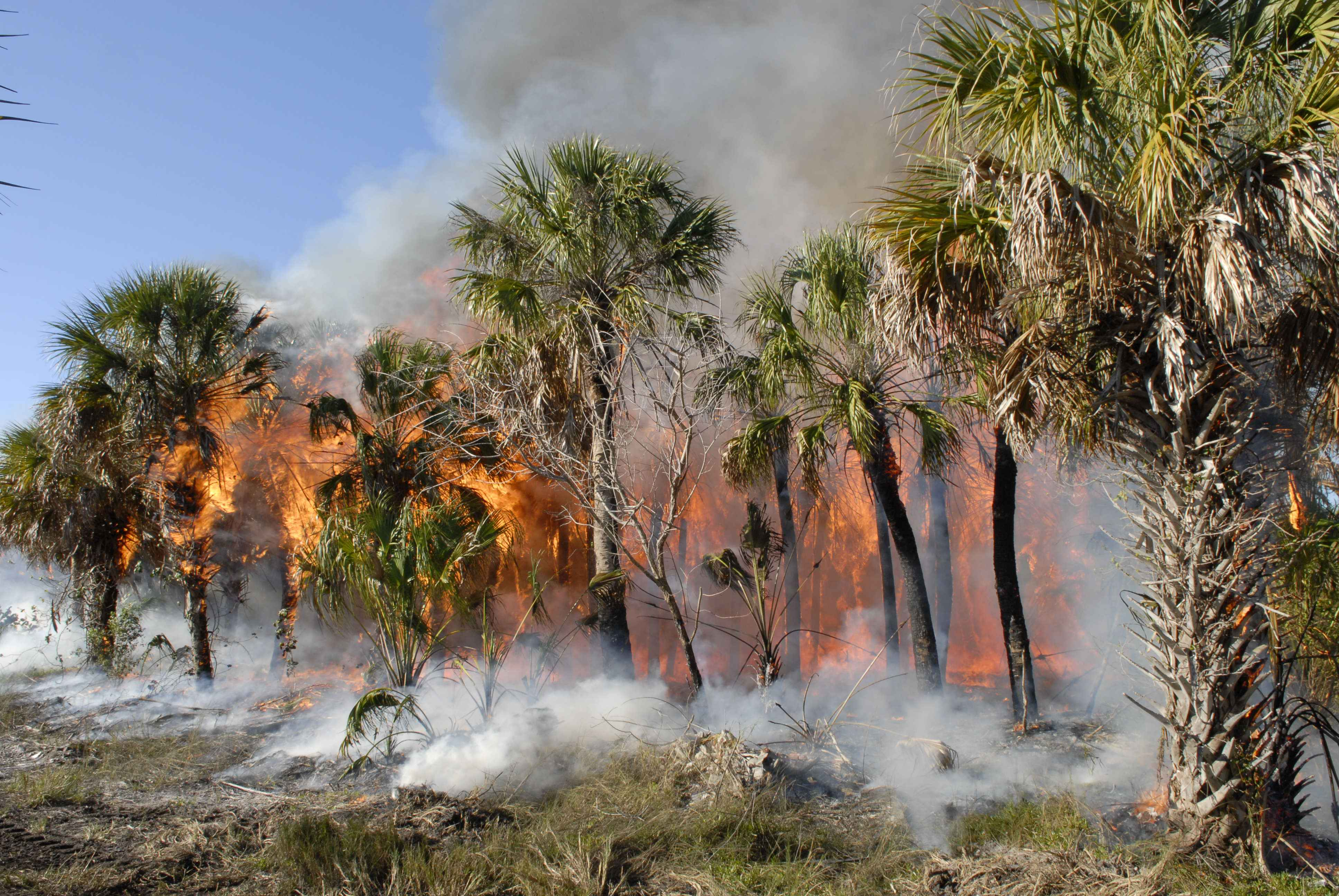
As palmeiras são plantas que resistem bem ao fogo, por isso geram densos palmeirais em áreas onde é comum o uso do fogo para desflorestação.

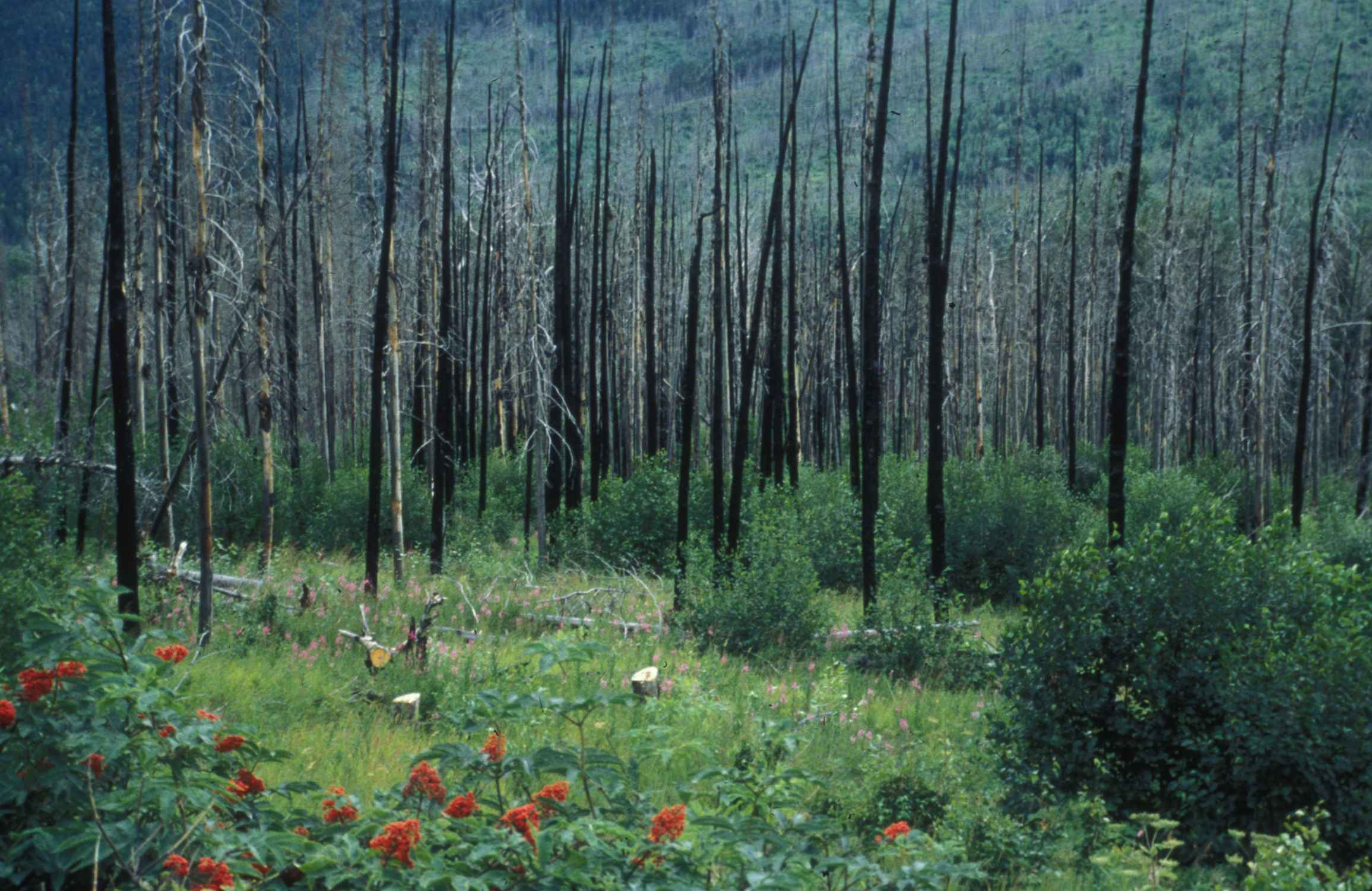
Um incêndio florestal foi fatal para os espécimes que dominavam o dossel, mas gerou oportunidades para as espécies pirófilas.

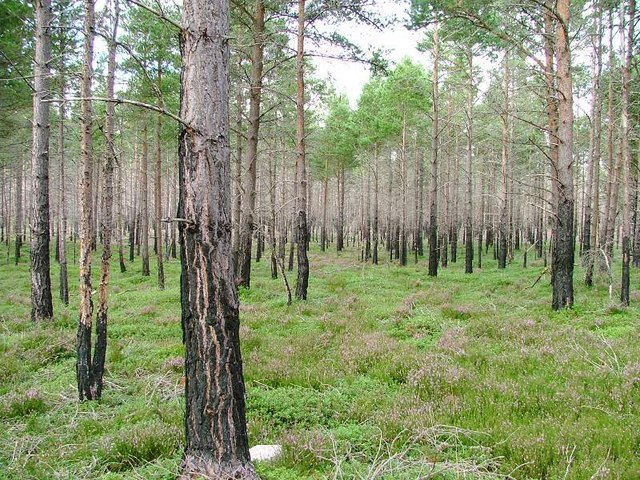
O incêndio que atingiu esta mata foi positivo para os espécimes que dominavam o dossel, que se livraram dos competidores do sub-bosque.

Pirófito (do grego πυρός , pyrós, que significa 'fogo' e phyton que significa 'planta'), ou planta pirófila (do grego πυρός, pyrós, que significa 'fogo' e philia que significa 'amizade') é a designação dada em botânica e ecologia às espécies que apresentam adaptações morfológicas, fisiológicas ou ecológicas, que aumentam a sua capacidade de tolerar os efeitos do fogo. Esta capacidade de superar os efeitos dos incêndios florestais pode-se manifestar de diversas formas, tendo como efeito conferir uma vantagem competitiva a estas espécies em ecossistemas em que os incêndios sejam frequentes.

## Descrição
Os pirófitos são plantas que toleram o fogo. O termo é mais usado para árvores, já que estas naturalmente mais resistentes ao fogo devido ao seu tamanho e conteúdo húmido da sua casca. Apesar de todas as árvores serem, até certo nível, resistentes ao fogo, algumas como as sequoias (especialmente Sequoiadendron giganteum) e os sobreiros, são altamente pirofíticos. Algumas árvores e arbustos tal como o eucalipto na Austrália, encorajam mesmo a dispersão dos fogos, ao produzirem óleos inflamáveis. A sua resistência ao fogo impede que outras espécies de árvores e arbustos invadam o seu habitat, conferindo-lhe assim uma evidente vantagem competitiva.
Existem muitas formas de adaptação que permitem a uma espécie vegetal tolerar os efeitos dos incêndios, ou mesmo manter um relacionamento positivo com o fogo. Na maioria dos casos, tal implica ter adaptações que levam a espécie a adquirir uma vantagem em resultado do fogo, que geralmente está relacionada com a destruição dos concorrentes não adaptados, com os quais convivem na fitocenose, com a consequente libertação do espaço ocupado por estes, que uma vez convertidos em cinzas são usados como nutrientes pelos pirófilos.
Nos ecossistemas onde ocorrem incêndios naturais devido às características climáticas e de vegetação (como, por exemplo, regiões de clima mediterrânico ou de clima continental sujeito a prologados períodos de seca, regiões secas sujeitas ventos fortes ou a tempestades elétricas) grande parte da vegetação tem características pirofílicas.
Nas regiões onde não há incêndios naturais, mas onde por ação humana (acidentes ou no âmbito de uma determinada gestão agrícola ou florestal) os incêndios se tornam frequentes, as espécies que não os suportam acabam por desaparecer, sendo o seu nicho ecológico ocupado por pirófilos, nativos ou, frequentemente exóticos naqueles ecossistemas.
Alguns ecossistemas apenas são capazes de se manter quando sujeitos a uma frequência média a alta de incêndios. É uma das séries (uma sucessão secundária) que fazem parte de um ciclo sucessional, que, graças à periodicidade do fogo, não consegue evoluir para as fases seguintes.
Algumas plantas que suportam fogos frequentes são utilizadas pelos produtores florestais para fazer com eles contrafogos vivos, que são criados em longas faixas de largura variável plantando altas densidades dessas espécies, o que produz o efeito de barreira no caso de incêndio, evitando que se alastre de um lado a outro da referida faixa, isolando assim as culturas florestais, constituídas por espécies de importante valor económico, mas sensíveis ao fogo.

## Tipos de pirofilia

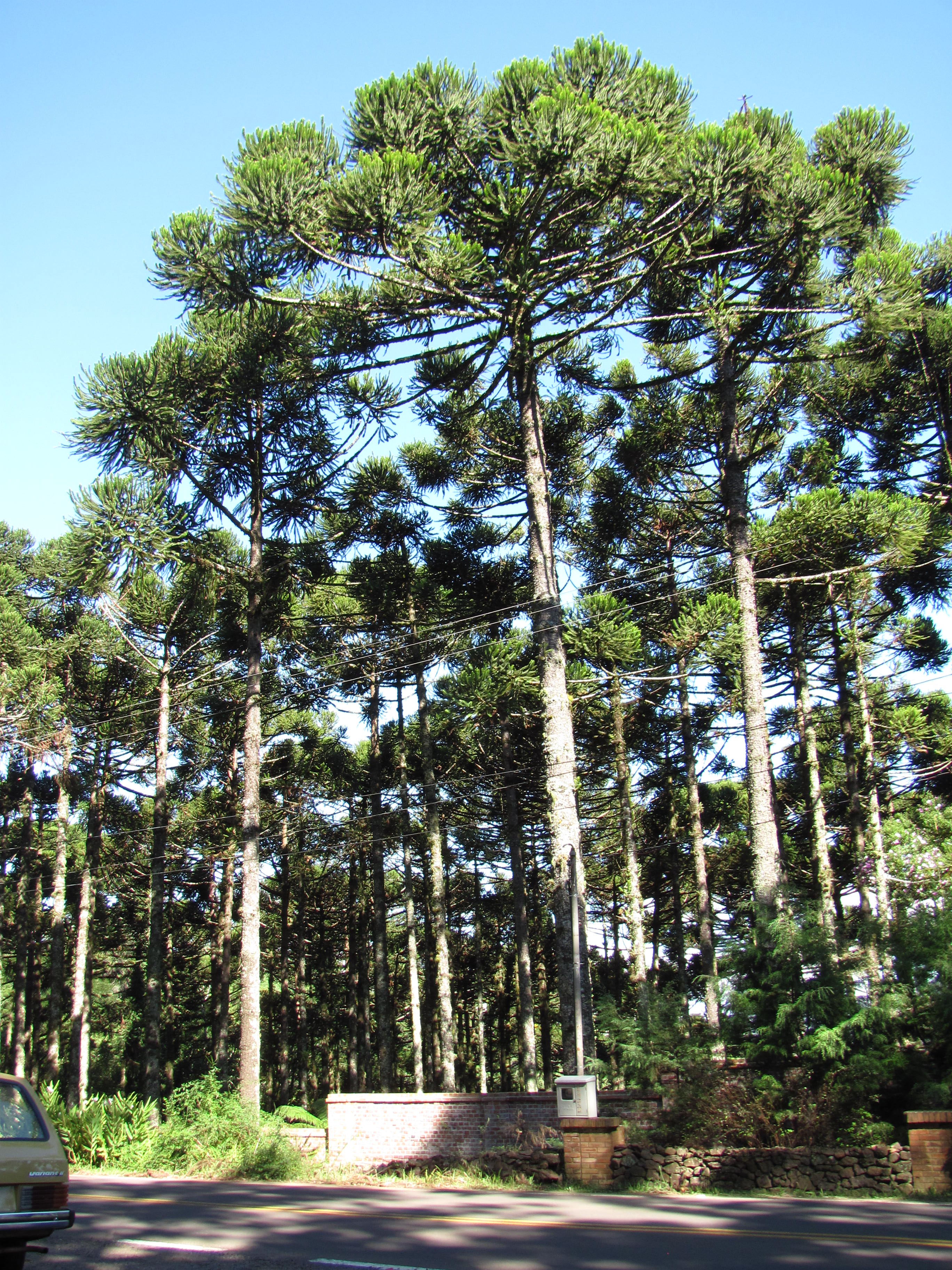
Quando adulto, a Araucaria angustifolia (pinheiro-do-paraná) é pirófilo devido ao ritidoma engrossado.

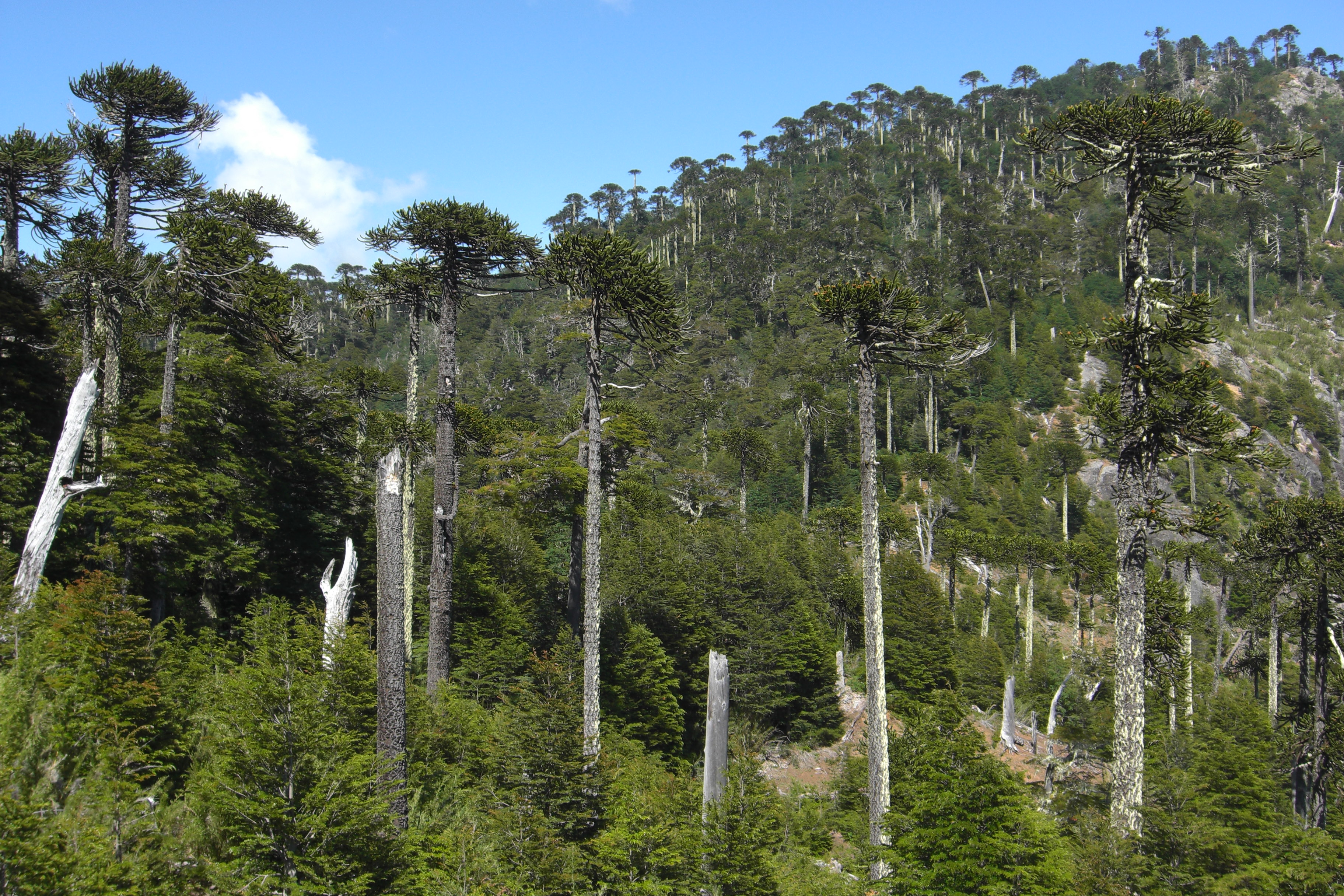
A araucária Araucaria araucana (pehuén) é uma árvore pirófila, devido ao ritidoma engrossado.

Consoante o tipo de adaptação aos efeitos dos fogos, os pirófitos são geralmente dividos nas seguintes categorias:
- Pirófitos passivos — as árvores, e raramente arbustos, que resistem passivamente ao fogo devido à sua estrutura e às adaptações do ritidoma;
- Pirófitos activos — os arbustos e plantas herbáceas que são estimuladas a recrescer ou germinar devido ao fogo;
- Pirófilos — as plantas que requerem fogo para reprodução.

As categorias atrás apontadas não têm fronteiras bem definidas, antes devem ser encaradas como parte de um conjunto de adaptações ao fogo que coexistem em diferentes graus na mesma espécie. Essa realidade permite classificar a mesma espécie em diferentes categorias, já que não há descontinuidade entre elas.

### Pirófitos passivos

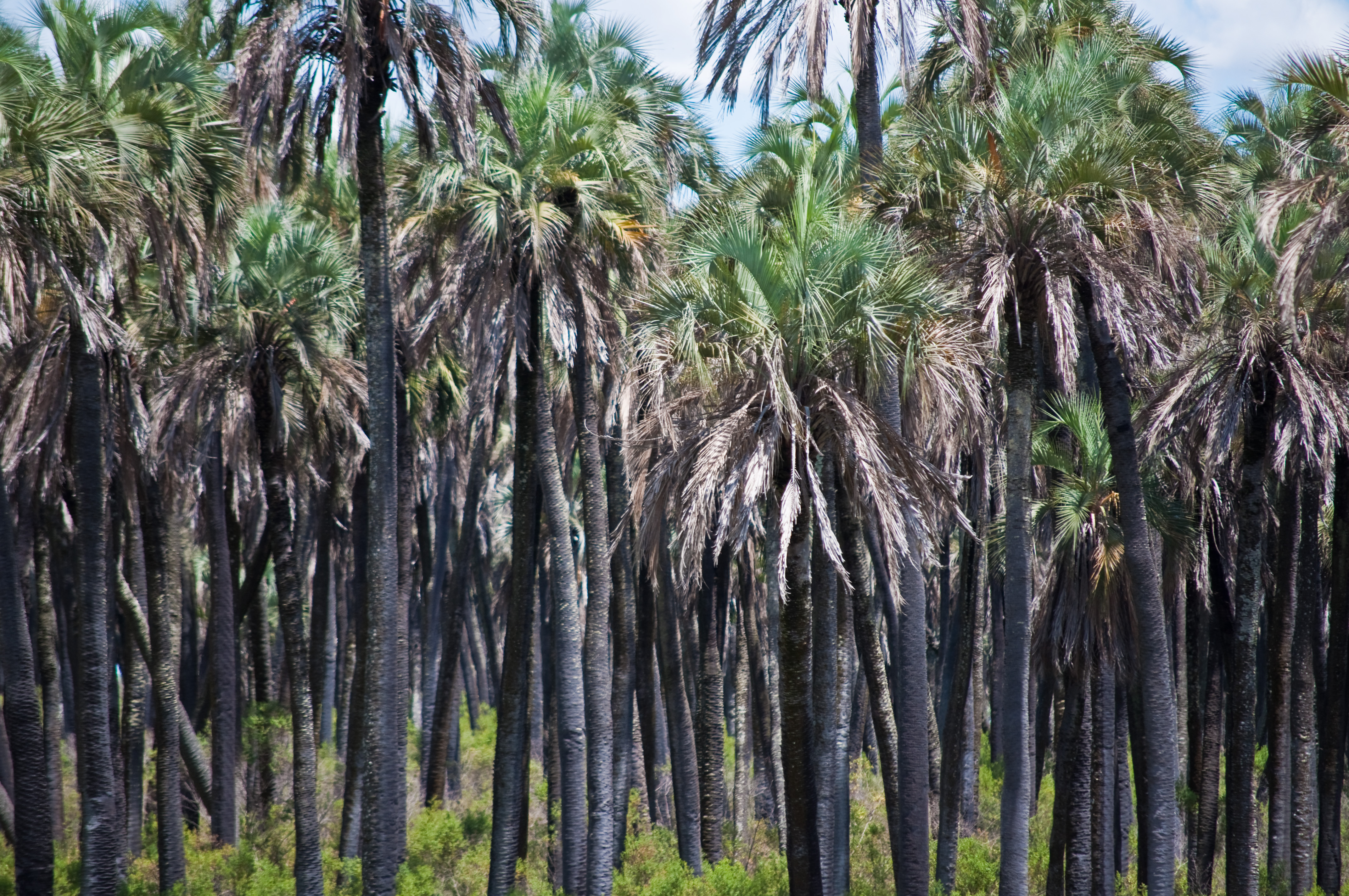
A palmeira Butia yatay (yatay) É uma típica planta pirófila, pois suporta bem os incêndios, razão pela qual gera densos palmais em áreas onde os incêndios são frequentes.

Muitas espécies de palmeiras e algumas espécies de árvores podem resistir a fogos, desde que não catastróficos, aqueles que avançam a baixas temperaturas e rapidamente, libertando os pirófilos da competição das espécies não resistentes.
Sem prejuízo de outras menos comuns e restritas a grupos taxonómicos com elevado grau de especialização, as adaptações passivas mais comuns para resistir ao fogo são: (1) o desenvolvimento de ritidomas engrossados (cascas grossas) com grande espessura de súber (felema) e grande retenção de humidade; (2) aumento da capacidade de armazenamento de recursos energéticos com o recurso a órgão de reserva como os xilopódios; (3) desenvolvimento de catáfilas e outras formas de túnicas protetoras em torno das gemas; e (4) produção de de gomos epicórmicos e de gemas terminais em ramos protegidos.
Esse tipo de adaptações são comuns em espécies que habitam formações vegetais que evoluíram sob o fator formador do fogo, por exemplo, a província fitogeográfica do cerrado.
Em alguns tipos de gestão de terrenos para produção de pastagem e outras forragens por explorações pecuários extensivas que recorrem à desmatação por queimadas, as áreas são trabalhadas de forma sofisticada, gerando distúrbios pirogénicos de alta frequência e baixa intensidade, mantendo esses fogos prescritos com chamas baixas, que passam rapidamente queimando apenas as partes secas das gramíneas. Esses fogos não atingem níveis térmicos muito elevados, o que permite que o fogo não destrua os ramos das árvores não pirófilas, nem mesmo os seus troncos. Esse manuseio evita a acumulação de material inflamável, reduzindo o risco de ocorrência de incêndios catastróficos, que eliminariam as plantas lenhosas nativas, que fornecem frutas e sombra ao gado no verão. Embora não sejam afetadas pelas chamas, essas espécies arbóreas não devem ser classificadas como pirófilas.
Entre as plantas que são consideradas pirófitos passivos contam-se as seguintes:
- Diversas anonáceas — as anonáceas que ocorrem em savanas tropicais geralmente apresentam adaptações ao fogo, principalmente nos casos dos géneros Annona e Duguetia.
- Sobreiros e espécies afins — O sobreiro (Quercus suber), a azinheira (Quercus ilex) e diversas outras espécies similares têm uma espessa camada de súber que o protege os troncos do calor elevado dos incêndios, o que lhes permite sobreviver, ganhando como vantagem competitiva a eliminação da competição vegetal por espécies menos adaptadas ao fogo.
- Palma yatay — a espécie Butia yatay é uma palmeira dos ecossistemas de cerrado que cresce em áreas onde a vegetação clímax é a floresta semi-xerófita onde a associação monoespecífica por ela formada, o palmeiral, só pode ser desenvolvida gerando fogos brandos e repetidos. Esta espécie tem um comportamento ecológico que a coloca entre as espécies que são «pirófitos passivos» e «pirófilos», já que na fase juvenil requer a ação do fogo para se estabelecer.
- Pinho-do-paraná — a espécie Araucaria angustifolia, o pinheiro do Paraná ou curiy, é uma conífera característica dos planaltos do sudeste e sul do Brasil e do extremo nordeste da Argentina que apresenta grande resistência ao fogo, beneficiando dos incêndios florestais que reduzem a competição com espécies menos resistentes ao fogo.
- Araucaria araucana — esta auraucária, conhecida por auraucária-chilena ou pehuén, é uma espécie pirófita, resistente aos incêndios e que ademais beneficia tanto na competição entre si (competição intra-específica) quanto em relação a outras espécies.[5]
- Faia-antárctica — a espécie Nothofagus antarctica, a faia-antártica ou ñirre, é uma espécie resistente aos fogos e que beneficia com a eliminação da competição com espécies menos resistentes.[6]

### Pirófitos ativos
Os pirófitos ativos são na sua maioria espécies cuja parte aérea é destruída pelo fogo, mas que são capazes de regenerar a partir do rebentamento da parte subterrânea ou porque produzem frutos ou sementes resistentes ao fogo que germinam após o incêndio. Entre as plantas incluídas neste grupo existe um grupo de espécies que possuem resinas ou óleos essenciais nas suas estruturas, o que as faz queimar com mais facilidade, favorecendo assim o avanço e a intensidade das chamas. Esse grupo de plantas é tecnicamente conhecido como propagadores de fogo.
Espécies rebrotadoras
Existem espécies que não possuem uma estrutura na parte aérea capaz de resistir às chamas, pelo que são destruídas, como é o caso das plantas que não são pirófitas passivas, mas, ao contrário destas, têm como adaptação a capacidade das suas raízes conseguirem sobreviver se o incêndio não for catastrófico. Após o fogo brotam a partir das estruturas subterrâneas com uma força inusitada poucos dias depois do ocorrido, e graças a essa vantagem conseguem reconstruir o ecossistema, usando assim o fogo como aliado para se livrar de concorrentes. Tecnicamente, estas espécies são designadas como de "rebrota obrigatória". Entre os exemplos deste tipo de plantas incluem-se:
- Nothofagus antarctica, o ñirre;
- Múltiplas espécies de urze (com destaque para Erica multiflora);
- A maioria das espécies do género Eucalyptus (os eucaliptos);
- Quercus coccifera, o chaparro, quermes ou carrasco;
- A mioria das espécies do género Cistus, com destaque para Cistus ladanifer, a esteva;
- A maioria da espécies do género Genista, com destaque para Genista tridentata, a carqueja.

Num grau inferior de adaptação ao fogo estão as espécies que, apesar de terem algum grau de pirofitia, apenas rebrotam se o fogo não tiver sido intenso, pelo que são tecnicamente chamadas de "rebrota facultativa". Entre essas espécies contam-se, por exemplo:
- Lavandula angustifolia, a lavanda fina;
- Thymus vulgaris, o tomilho.

Espécies com frutos ou sementes resistentes ao fogo
Existe um alargado grupo de espécies que não suporta o fogo, nem na sua parte aérea nem no seu sistema radicular, mas que se aproveitam do fogo, pois os seus frutos ou sementes têm capacidade para sobreviver às chamas. São exemplos deste tipo de plantas:
- Muitas das espécies de Cistus, as estevas;
- Muitas espécies de Pinus, entre as quais Pinus halepensis (pinheiro-de-alepo) e Pinus pinaster (pinheiro-bravo);
- Rosmarinus officinalis, os rosmaninho;
- Numerosas Proteaceae, entre as quais muitas das espécies de Protea cultivadas para produção de flor de corte.

### Espécies pirófilas
Nas regiões onde os incêndios da vegetação são frequentes, existe um conjunto alargado de espécies que necessita do fogo, ou pelo menos beneficia muito do seu impacte sobre a vegetação, para a sua existência e para se manterem competitivas no ecossistema. Essas espécies, ditas «pirófilas», beneficiam da destruição do dossel florestal, o que permite uma entrada renovada de luz solar no solo da floresta, o que estimula a germinação, ou necessitam do impacte térmico do fogo para quebrar a dormência das suas sementes.
As adaptações ocorrem de várias formas: há algumas que suas sementes continuam viáveis após o impacto megatérmico, em outros casos suas sementes são estimuladas por ele, e também há espécies em que frutos exigem o calor do fogo para a deiscência ou simples abertura. Em todos os casos o solo é rapidamente dominado por plântulas dessas espécies, conseguindo assumir a dominância formação vegetal em pouco tempo. Como no caso da rebrota, também neste caso estão presentes espécies com estruturas resinosas para estimular as chamas, razão pela qual também podem ser chamadas de propagadoras de fogo.
Exemplo disso são inúmeras espécies de coníferas, como Pinus contorta, que possui dois tipos de cones femininos, o tradicional e outro, serotino, que fica muito tempo fechado e só abre na presença de calor elevado. Desta forma, por exemplo, esta espécie conseguiu criar novas florestas após um incêndio catastrófico no Yellowstone National Park.
Num grau menor de dependência do fogo, mas ainda assim apresentando clara pirofilia, estão as espécies às quais o fogo facilita a colonização e a dominância no respetivo ecossistema. Esse grupo de espécies apesar de não suportar o fogo, pois nem nas suas partes aéreas, sistema radicular, frutos ou sementes sobrevivem aos grandes incêndios, ainda assim também aproveitam o fogo como factor para o aumento da sua competitividade ecológica. Este grupo inclui uma grande guilda de espécies pioneiras, que são especialistas em recolonizar áreas onde houve alguma perturbação importante, geralmente incêndios. As sementes destas espécies são transportadas de lugares distantes (geralmente por anemocoria) e precisam de uma boa disponibilidade de exposição solar para crescer e sobreviver. Para estas espécies, os incêndios representam uma oportunidade de conquistar áreas onde outras espécies não pirófilas têm vantagens superiores. Alguns podem ser propagadores de fogo, como Epilobium angustifolium, Aristida stricta ou Populus tremuloides.
Algumas espécies, apesar de serem essencialmente pirófitos passivos, apresentam algumas características que as tornam, pelo menos parcialmente, dependentes do fogo para atingirem o seu máximo potencial vegetativo. Entre essas espécies contam-se as seguintes:
- Butia yatay — planta arbórea pioneira, que apenas se pode se desenvolver se tiver sol desde a fase juvenil. Quando ocorre uma destruição da estrutura da floresta, os exemplares mais antigos e por isso mais resistentes ao fogo (é uma espécie que pode viver mais de 800 anos e atingir cerca de 18 metros de altura) espalham as suas sementes, que uma vez livres da sombra perpétua do dossel da floresta germinam e crescem. Contudo, também alguns arbustos (como Baccharis sp. e Eupatorium bunifolium), aproveitam essas condições para formar densas comunidades que se deixados sem perturbação acabam por abafar o mais lentocrescimento das pequenas palmeiras. Dois cenários podem ocorrer: (1) não há fogos subsequentes, pelo que a maioria das jovens palmeiras morre, e a zona é lentamente colonizado por espécies arbóreas da floresta xérica, que acabarão formando uma copa densa e escura, que impedirá o desenvolvimento do yatay; (2) os incêndios continuam ocorrendo a cada poucos anos, razão pela qual os arbustos e xerófilas não conseguem colonizar a área e as palmeiras, que sustentam o fogo, conseguem crescer sem competição, gerando em poucas décadas um denso palmar, geralmente uma paisagem antrópica dada que a origem dos fogos é maioritariamente o recurso a queimadas.[11][12][13][14][15]

- Araucaria angustifolia — espécie que pode viver vários séculos e atingir cerca de 50 metros de altura. Ocorre em áreas onde a vegetação clímax é a floresta tropical e onde esse bioma é preservado, esta conífera apresenta enormes exemplares centenários que sobreviveram dispersos, sendo mais um componente do numeroso conjunto de espécies arbóreas que formam aquelas associações. Contudo, não se consegue reproduzir com sucesso no sub-bosque escuro porque, por ser uma espécie arbórea pioneira, apenas se desenvolve se tiver sol desde a fase juvenil. Mas de tempos em tempos (medidos em séculos), um período de seca extraordinária devido à sua longa duração produz um evento anormal, um incêndio catastrófico que destrói a maior parte da massa florestal de uma região, que só consegue sobreviver em depressões próximas aos cursos de água. Como os espécimes centenários têm uma casca espessa, que os protege dos danos causados pelos incêndios, razão pela qual conseguem sobreviver, permanecendo como os únicos elementos arbóreos que originalmente compunham a comunidade. No primeiro outono, espalham as sementes, que, sem a sombra perpétua projetada pelas árvores, germinam e se desenvolvem rapidamente, estimuladas pela camada de cinzas. Dado o seu rápido crescimento, em menos de duas décadas acabam formando uma associação monoespecífica. Com o passar dos anos, sob a sua copa, voltam a crescer exemplares da vegetação típica que compunha a floresta clímax, que podem se desenvolver sem problemas sob a sombra. Com o passar do tempo, a formação florestal aparece como uma floresta, cujo número de exemplares de A. angustifolia vai diminuindo à medida que as árvoes mais velhas vão morrendo, incapazes de produzir qualquer recrutamento, acabando numa formação com baixa representatividade  daquela espécie. Essa situação mantém-se até que, por vezes séculos depois, surge um novo incêndio catastrófico que repete o ciclo. Esta ciclo natural foi alterado por ação antrópica, elevando a frequência dos incêndios, tornando a floresta de A. angustifolia a paisagem dominante durante alguns séculos, a qual foi finalmente eliminada em grande parte devido ao seu alto valor madeireiro e à conversão da floresta em terras agrícolas.[16][17][18][19][20]